# 싱가포르 항

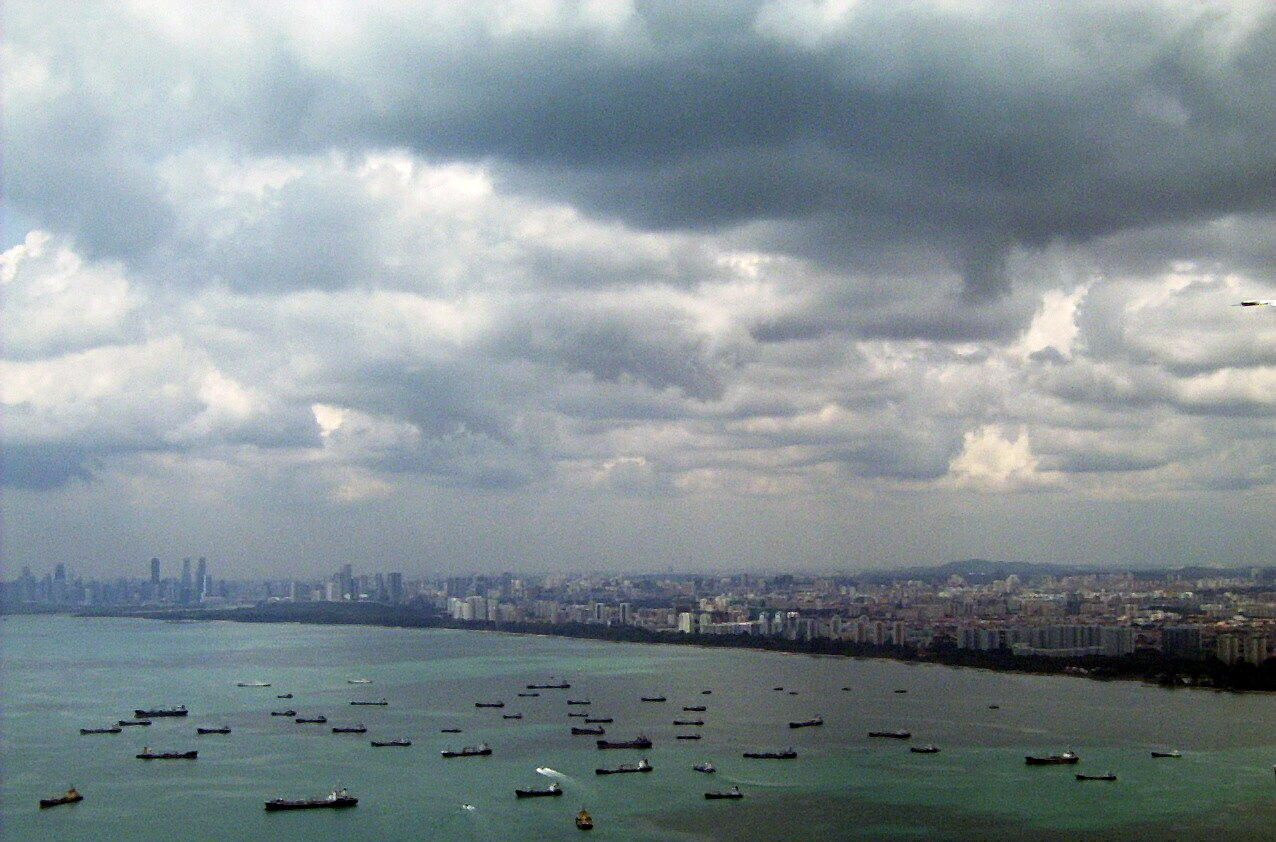
싱가포르 항

싱가포르 항(영어: Port of Singapore)은 싱가포르의 항구이다.
싱가포르 항은 해양 무역을 수행하고 싱가포르의 항만과 해운을 처리하는 집합 시설과 터미널을 말한다. 2015년부터 세계 최고의 해양 수도로 선정되었다. 현재 총 선적 톤수 측면에서 세계에서 두 번째로 바쁜 항구이며 세계 선적 컨테이너의 5분의 1, 세계 연간 원유 공급량의 절반을 환적한다. 세계에서 가장 분주한 환적 항구이다. 또한 2010년 상하이항을 추월할 때까지 처리된 총 화물 톤수 측면에서 가장 분주한 항구였다.
전략적 위치 때문에 싱가포르는 적어도 200년 동안 중요한 중계 및 교역소 역할을 해왔다. 현대 시대에 싱가포르의 항구는 국가의 단순한 경제적 혜택이 아니라 싱가포르의 토지와 천연 자원이 부족하기 때문에 경제적 필수품이 되었다. 이 항구는 천연 자원을 수입한 다음 부가가치 수익을 창출하기 위해 웨이퍼 제조 또는 정유와 같은 방식으로 국내에서 정제되고 성형된 제품을 나중에 재수출하는 데 중요하다. 싱가포르 항은 세계 최대의 벙커링 항구이기도 하다. 인도양과 태평양 사이를 통과하는 선박의 대부분은 싱가포르 해협을 통과한다. 싱가포르 북부의 조호르 해협은 1923년에 건설된 조호르-싱가포르 코즈웨이로 인해 싱가포르의 우드랜즈 마을과 말레이시아의 조호바루 시를 연결하는 선박 통행이 불가능하다.